# Irem M-27
Irem M-27 es una placa de arcade creada por Irem destinada a los salones arcade.

## Descripción
El Irem M-27 fue lanzada por Irem en 1980.
Posee un procesador 6502 y un chip de sonido AY-3-8910.
En esta placa funcionaron 4 títulos.

## Especificaciones técnicas

### Procesador
- 6502

### Audio
- AY-3-8910

## Lista de videojuegos
- Demoneye X
- Panther
- Red Alert
- WW III